# Caion
Herlison Caion de Sousa Ferreira, meglio noto come Caion (Caxias, 5 ottobre 1990), è un calciatore brasiliano, attaccante del Joinville.

## Carriera
Ha giocato nella massima serie dei campionati sudcoreano, brasiliano, thailandese, malaysiano e vietnamita.